# Grüneintrag
Als Grüneintrag (oder auch Grünprüfung) wird, insbesondere im Bauordnungsrecht, eine von einer Behörde handschriftlich oder durch Stempel mit grüner Farbe vorgenommene Eintragung in Antragsunterlagen bezeichnet. Behörden bedienen sich des Grüneintrags in solchen Genehmigungsverfahren, in denen vom Antragsteller selbst eingereichte Unterlagen Bestandteil einer durch die Behörde erteilten Genehmigung werden; zumeist handelt es sich dabei um Zeichnungen oder Pläne für Vorhaben. Mit einem handschriftlichen oder gezeichneten Grüneintrag nimmt die genehmigende Behörde Änderungen an den Plänen oder Zeichnungen vor und gibt damit zu verstehen, dass sie das dargestellte und beantragte Vorhaben zwar als solches genehmigt, dass sie aber kleinere Änderungen am Vorhaben für erforderlich hält, damit die Genehmigung erteilt werden kann. Durch Stempel in Grün werden textlich darstellbare Anforderungen in die Pläne direkt eingetragen. Die Verwendung grüner Farbe für diese Einträge steht im Zusammenhang damit, dass die genehmigende Behörde ebenfalls in Grün auf solchen Plänen und Zeichnungen vermerkt, dass diese Unterlagen geprüft wurden und damit Bestandteil der behördlichen Genehmigung sind.
Der Grüneintrag als solcher ist keine eigenständige rechtliche Handlungsform und daher auch nicht gesetzlich geregelt. Er dient nur der tatsächlichen Umsetzung einer rechtlichen Handlungsform, so dass es auch keinen abschließenden Katalog von zulässigen Grüneinträgen gibt. Die hauptsächlichen Anwendungsbereiche eines Grüneintrags sind die folgenden:
- Durch Grüneintrag können zusätzliche, vom Antragsteller noch nicht berücksichtigte Erfordernisse an ein Vorhaben gestellt werden, beispielsweise können zusätzlich geforderte Rettungswege (Fluchttüren) in Gebäuden an den notwendigen Stellen in die Pläne eingezeichnet werden.

- Durch Grüneintrag können unzulässige Bestandteile eines ansonsten zulässigen Vorhabens von der Genehmigung ausgenommen werden, beispielsweise Anbauten oder mitbeantragte freistehende Garagen; diese Bestandteile werden dann in Grün durchgestrichen und gelten nicht als genehmigt, auch wenn sie auf einem ansonsten genehmigten Plan verzeichnet sind.

- Durch Grüneintrag können aufschiebende Bedingungen an den Baubeginn und die Bauausführung gestellt werden, wobei sich dafür meist eine textliche Nebenbestimmung statt eines Grüneintrags eher anbietet.

- Durch Grüneintrag können aber auch kleinere Modifikationen an Gebäuden vorgenommen werden, zum Beispiel eine geänderte Dachneigung. Solche Änderungen wird allerdings eine Genehmigungsbehörde nur vornehmen, wenn sie davon ausgeht, dass der Antragsteller damit einverstanden ist.

Abhängig von dem konkreten Inhalt des Grüneintrags stellt er verwaltungsrechtlich eine Nebenbestimmung zum Verwaltungsakt in Form einer Auflage oder Bedingung zur Genehmigung, eine teilweise Versagung der Genehmigung oder aber eine sog. modifizierende Auflage, also eine Genehmigung eines anderen als des eigentlich beantragten Vorhabens dar. Abhängig davon muss ein Antragsteller, der sich gegen den Grüneintrag wehren möchte, nach einem – soweit erforderlichen – erfolglosen Widerspruchsverfahren eine Anfechtungsklage nur gegen den Grüneintrag oder eine Verpflichtungsklage auf Erteilung der begehrten Genehmigung ohne den Grüneintrag erheben.